# پوتسلیتسه
پوتسلیتسه (به لاتین: Puclice) یک منطقهٔ مسکونی در جمهوری چک است که در ناحیه دوماژلیتسه واقع شده‌است. پوتسلیتسه ۱۳٫۸۴ کیلومتر مربع مساحت و ۳۱۹ نفر جمعیت دارد و ۳۹۸ متر بالاتر از سطح دریا واقع شده‌است.